# جورج بورنس (سياسي)
جورج بورنس (بالإنجليزية: George Burns)‏ هو سياسي أسترالي، ولد في 19 أبريل 1869 في أستراليا، وتوفي في 15 أغسطس 1932 في أستراليا. حزبياً، نشط في حزب العمال الأسترالي وIndustrial Socialist Labor Party ‏. وقد انتخب عضو مجلس نواب تسمانيا عن دائرة Electoral district of Queenstown ‏ (2 أبريل 1903 – 1 نوفمبر 1906) وانتخب عضو مجلس النواب الأسترالي عن دائرة Division of Illawarra ‏ (31 مايو 1913 – 5 مايو 1917).